# داوود سرخوش
داوود سرخوش (زادهٔ ۲۶ آوریل ۱۹۷۱ در ارزگان) خواننده، ترانه‌سرا و آهنگساز اهل افغانستان است. سرخوش بیشتر آهنگ‌های آلبوم‌هایش را خودش ساخته و اجرا می‌کند. ترانه‌ها بیشتر از سروده‌های وی هستند، اما از آثار شاعران معاصر افغانستان و ایران نیز بهره می‌برد.
سرخوش تاکنون کنسرت‌های زیادی در کشورهای مختلف اروپایی، از قبیل روسیه، هلند، نروژ، سوئد، دانمارک، اتریش و نیز کنسرت‌هایی در شهرهای مختلف ایران، استرالیا، کانادا و ایالات متحده آمریکا برگزار کرده است. او تاکنون ۷ آلبوم به صورت رسمی به بازار عرضه کرده است. وی در سال ۲۰۱۶ به عنوان اسطورهٔ موسیقی افغانستان شناخته شده است.  آخرین تور موسیقی وی در سال ۲۰۲۳ در استرالیا و کشورهای مختلف اروپایی بوده است که در این کنسرت‌ها بیشتر آهنگ‌های دو آلبوم جدید خود وطنم و ماه و می‌چید را اجرا نموده است.

## زندگی و سرگذشت
داوود سرخوش ۲۶ آوریل ۱۹۷۱ (میلادی) در قریهٔ غُجُر باش، ولسوالی بندر و  سنگ تخت، ارزگان (دایکندی فعلی) در خانواده‌ای از قوم هزاره چشم به جهان گشود.
پدرش غلام حیدر خان که از متنفذین و خوانین منطقه به‌شمار می‌رفت، هم در زمان محمد ظاهر شاه و هم محمد داوود خان، وکیل انتخابی مردم بود و به همین دلیل به نام وکیل شهرت داشت. غلام حیدر وکیل با کیمیا، مادر داوود سرخوش که در تذکره او را فاطمه نوشته بودند، ازدواج کرده بود. حاصل ازدواج آنها چهار پسر و هشت دختر بود که از این میان یک پسر و یک دختر دیگر در قید حیات نیستند. غلام حیدر از دو ازدواج دیگر خود فقط صاحب یک فرزند شد.
داوود سرخوش که به‌عنوان یازدهمین فرزند خانواده به دنیا آمده بود، هنوز کودکی بیش نبود که مادر را از دست داد.
تا هفت سالگی، قرآن، خواجه حافظ و شهنامه را در خانه نزد پدر خواند. وقتی یگانه معلم قریه که از هرات بود در سال ۱۹۷۸ (میلادی) مانند همیشه به قریه آمد، پس از امتحان گرفتن دید که داوود خواندن و نوشتن می‌تواند. او را مستقیماً شامل صنف سوم ساخت. سال بعد در آغاز صنف چهارم که تازه قلم و کتاب و کتابچه را از مکتب گرفته بودند، یکباره جنگ آغاز شد. میز و چوکی که مکتب آنها به عنوان یگانه مکتب در منطقه آن را تازه به دست آورده بود، سوزانیده شد و آن یگانه معلم قریه هم به سختی توانست جان سالم بدر ببرد.
هنگام قیام‌های مردمی بود. سازمان‌ها به وجود آمدند و همراه با فراوان شدن سازمان نصر، و پاسداران جهاد اسلامی افغانستان شعله‌های جنگ افروخته تر شد. بسیاری از متنفذین و خوانین هزاره جات جان خود را در آن نبردهای میان سازمانی از دست دادند. در شب اول عید قربان سال ۱۹۸۳ (میلادی)، در اثر یک حملهٔ وسیع در منطقه توسط نیروهای محمدحسین صادقی نیلی و دیگر احزاب متحد با آن، ۲۳ تن از اعضای خانوادهٔ داوود به شمول برادرش سرور سرخوش، کاکا، پسران کاکا، پسران عمه و پسران ماما در یک شب به قتل رسیدند. کودکان و زنان خانواده که از دم تیغ قتل‌عام نجات یافته بودند مدت‌ها متواری بودند تا این که غربت سرای کویته را به عنوان اقامتگاه موقت برگزیدند و یک بار دیگر در آنجا کنار هم جمع شدند.
داوود به‌علت ناآشنایی با زبان اردو، مکتب را باید دوباره آغاز می‌کرد. صنف اول تا سوم را در یک سال و صنف چهارم و پنجم را در سال دیگر خواند. در شهر کویته در مجموع اجازه یافت تا صنف دهم را به پایان برساند. تحصیل بیشتر برای مهاجرین میسر نبود. سال ۱۹۹۹ میلادی از پاکستان به انگلستان آمد. یک سال را در انگلستان به سر برد و از سال ۲۰۰۰ میلادی بدینسو در اتریش در شهر ویانا به سر می‌برد. داوود در سال ۱۹۹۵ میلادی با کبرا نیکزاد که از کودکی با هم آشنا بوده‌اند، ازدواج کرده و هر دو صاحب سه پسر با نام‌های صبور، ذوالفقار و یاسر هستند.

## فعالیت هنری
در سن ۹ سالگی شروع به یادگرفتن ساز دمبوره در نزد برادرش سرور سرخوش کرد و از ۱۷ سالگی آوازخواندن را آغاز کرد. ساز هارمونیه را در نزد ارباب علی خان آهنگساز پاکستانی از ایالت سند فرا گرفت. او تاکنون پنج آلبوم به صورت رسمی به بازار عرضه کرده است که معروف‌ترین آلبوم اش سرزمین من است که در افغانستان و ایران مورد توجه قرار گرفت.
وی در سال ۲۰۱۶ میلادی از طریق دولت به عنوان اسطوره موسیقی افغانستان شناخته شده است.

## آهنگ‌شناسی

### آلبوم‌ها
- سرزمین من (۱۹۹۸)
- پری جو (۲۰۰۰)
- سپید و سیاه (۲۰۰۴)
- مریم (۲۰۰۸)
- بازی (۲۰۱۰)
- جنگ و جنون (۲۰۱۶)
- وطنم (۲۰۲۳)
- ماه و می‌چید (۲۰۲۳)

### تک آهنگ‌ها
- ستاره نام تک آهنگی از داوود سرخوش است که در ۲۰۱۶ منتشر شد.